# Vert solide FCF
Le vert solide FCF (souvent – impropremement – traduit par vert rapide FCF) est un composé organique à structure triarylméthane utilisé comme colorant. Il est référencé dans le Colour Index sous le numéro C.I. 42053 et sous la dénomination « C.I. Food Green 3 ».
C'est un colorant alimentaire référencé sous le numéro E143.

## Composition
Le vert solide FCF se présente sous la forme d'une poudre brun à violet, qui en solution donne une couleur vert à bleu-violet en fonction du pH. Comme tous les triarylméthanes, il est synthétisé à partir d'hydrocarbures, lui plus précisément à partir du benzène.

## Utilisation

### Additif alimentaire
Le vert solide FCF porte le numéro E143. Il est interdit dans l'Union européenne (sauf dans les cosmétiques) mais autorisé aux États-Unis et au Canada.

### Autres usages
Le vert solide FCF est utilisé en cosmétique, il porte l'identifiant CI 42053.